# Витебско (Солецкий район)
Витебско — деревня в Солецком муниципальном районе Новгородской области, относится к Дубровскому сельскому поселению.
Деревня расположена на западе Новгородской области, в 1 км восточнее административной границы с Псковской областью, на левом берегу реки Шелонь, в километре выше по течению устья её притока Ситни. На противоположном берегу Шелони — деревня Порожки, в полутора километрах к северу, на реке Ситне — деревня Быстерско. В Витебско есть часовня.

## История
Впервые упоминается в писцовых книгах Шелонской пятины Новгородской земли 1498 года, относилась к Илеменскому погосту.

## Транспорт
В деревню дорога от автотрассы А116 (Великий Новгород — Сольцы — Порхов — Псков) протяжённостью 4 км от моста через реку Ситня в деревне Ситня.